# Holy Terror
Holy Terror — графический роман, созданный сценаристом и художником Фрэнком Миллером. Миллер описывает работу, как «элемент пропаганды», и, по его утверждению, это комикс «способный задеть практически каждого»
.
Ещё в 2006 году планировался выход комикса под названием Holy Terror, Batman!, но со временем проект уже не имел отношения к Бэтмену. В 2010 году Миллер объяснил: «Это уже не комикс DC. Пройдя часть пути, я решил, что эта история не о Бэтмене».

## Синопсис
Главный герой графического романа Фиксер — бывший морской пехотинец, обладающий суперспособностями и отлично приспособленный для совершения ужасных актов насилия по отношению к боевикам Аль-Каиды.

## Создание
В первоначальной идее сюжет комикса разворачивался вокруг защиты Бэтменом Готэм-сити от нападения исламистской террористической группы Аль-Каида. По словам Миллера комикс был бы «элементом пропаганды», в которой Бэтмен «надирает задницу Аль-Каиде». Миллер анонсировал графический роман на конвенте комиксов WonderCon в Сан-Франциско в 2006 году. Автор кратко описал свою новую работу, отмечая «не подписывайтесь под каждым её словом, это элемент пропаганды… Супермен бил Гитлера. То же делал Капитан Америка. Это одна из вещей, для которых они предназначались».
Название является отсылкой к теме войны против терроризма и к ключевой фразе «Holy [something], Batman!», используемой Робином, роль которого исполнял Бёрт Уорд в сериале 60-х годов «Бэтмен».
В том же году в эфире NPR, посвященному годовщине терактов 11 сентября, Миллер рассказал о том, что вдохновило его на новый проект:

Впервые в своей жизни я узнал каково оказаться перед лицом угрозы существования. Они хотели нас убить. И вдруг я понимаю, о чем говорили мои родители все эти годы. Теперь я верю, что патриотизм не какое-то сентиментальное, древнее чванство. Это самосохранение. Я верю, что патриотизм имеет центральное значение для выживания страны. Бен Франклин говорил: "Джентльмены, мы все должны держаться вместе… иначе, несомненно, мы останемся разделенными".
В мае 2007 года Миллер дал интервью сайту Rotten Tomatoes, в котором рассказал о работе над комиксом, описывая его как «способный задеть практически каждого». В следующем году автор объявил, что проект, ранее известный под названием Holy War, отныне не является сюжетом с участием Бэтмена.

Как только я начал работу, то понял, что это уже не о Бэтмене. Та история осталась где-то в прошлом, и я решил создать часть новой серии, которую я и начал.
В 2010 году Миллер рассказал о завершении работы над проектом, уточнив, что Holy Terror будет, но без Бэтмена. Позже был представлен новый главный герой романа по имени Fixer, а также объявлена, что издательство DC не будет заниматься выпуском комикса.

Это уже не комикс DC. Пройдя часть пути, я решил, что эта история не о Бэтмене. Герой куда ближе к Харви Денту, чем к Бэтмену. Это новый герой, которого я выставил на бой против Аль-Каиды.

## Критика
В августе 2006 известный автор комиксов о Бэтмене Грант Моррисон подверг критике оригинальную идею Holy Terror, Batman!:

"Бэтмен против Аль-Каиды!" С тем же успехом могло быть и "Бен Ладен против Кинг-Конга!" Или как насчет зловещего лидера Аль-Каиды против голодного Ганнибала Лектера. Приветствие придуманного героя, избивающего придуманных террористов, выглядит декадентской индульгенцией по отношению к реальным террористам, убивающим реальных людей в реальном мире. Я был бы более впечатлен, если бы Миллер отказался от этого абсурда, присущего графическим романам, вступил в армию и, с воем бессмертной ненависти, стремглав бросился на линию фронта с молодыми солдатами, которые на самом деле рискуют жизнью и здоровьем в бою против Аль-Каиды.
После выхода Holy Terror был раскритикован за антиисламскую пропаганду. Автор журнала Wired Спенсер Акерман выразил своё мнение так:

Фрэнк Миллер не останавливается на полпути. Как одна из истинных икон комиксов, он создал несколько самых необычных историй из когда-либо придуманных. Так что, возможно, это логично, что теперь он создал один из самых ужасных, оскорбительных и мстительным комиксов всех времен и народов… Holy Terror Миллера выступает против ислама, абсолютно не учитывая какого-либо нюанса или сочувствия к 1,2 млрд человек, тем самым он объединяется с несколькими теоретиками заговора.